# Ancien port (Katajanokka)
L'ancien port (finnois : Wanha Satama) est un bâtiment situé dans le quartier de  Katajanokka à Helsinki en Finlande. 